# Малави на Светском првенству у атлетици на отвореном 2019.
Малави су учествовали на 17. Светском првенству у атлетици на отвореном 2019. одржаном у Дохи од 27. септембра до 6. октобра петнаести пут. Репрезентацију Малавиа представљао је један такмичар који се такмичио у трци на 100 метара.,
На овом првенству такмичар Малавије није освојио ниједну медаљу али је оборио национални и лични рекорд.

## Учесници
Мушкарци :
- Стерн Ноел Лифа — 100 м

## Резултати

### Мушкарци
| Атлетичар       | Дисциплина | Лични рекорд | Предтакмичење | Предтакмичење | Квалификације        | Квалификације        | Полуфинале           | Полуфинале           | Финале               | Финале       | Детаљи |
| Атлетичар       | Дисциплина | Лични рекорд | Резултат      | Место         | Резултат             | Место                | Резултат             | Место                | Резултат             | Место        | Детаљи |
| --------------- | ---------- | ------------ | ------------- | ------------- | -------------------- | -------------------- | -------------------- | -------------------- | -------------------- | ------------ | ------ |
| Стерн Ноел Лифа | 100 м      | 10,79        | 10,72 НР, ЛР  | 3. у гр. 4    | Није се квалификовао | Није се квалификовао | Није се квалификовао | Није се квалификовао | Није се квалификовао | 41 / 65 (68) |        |